# Palacio Rinaldi

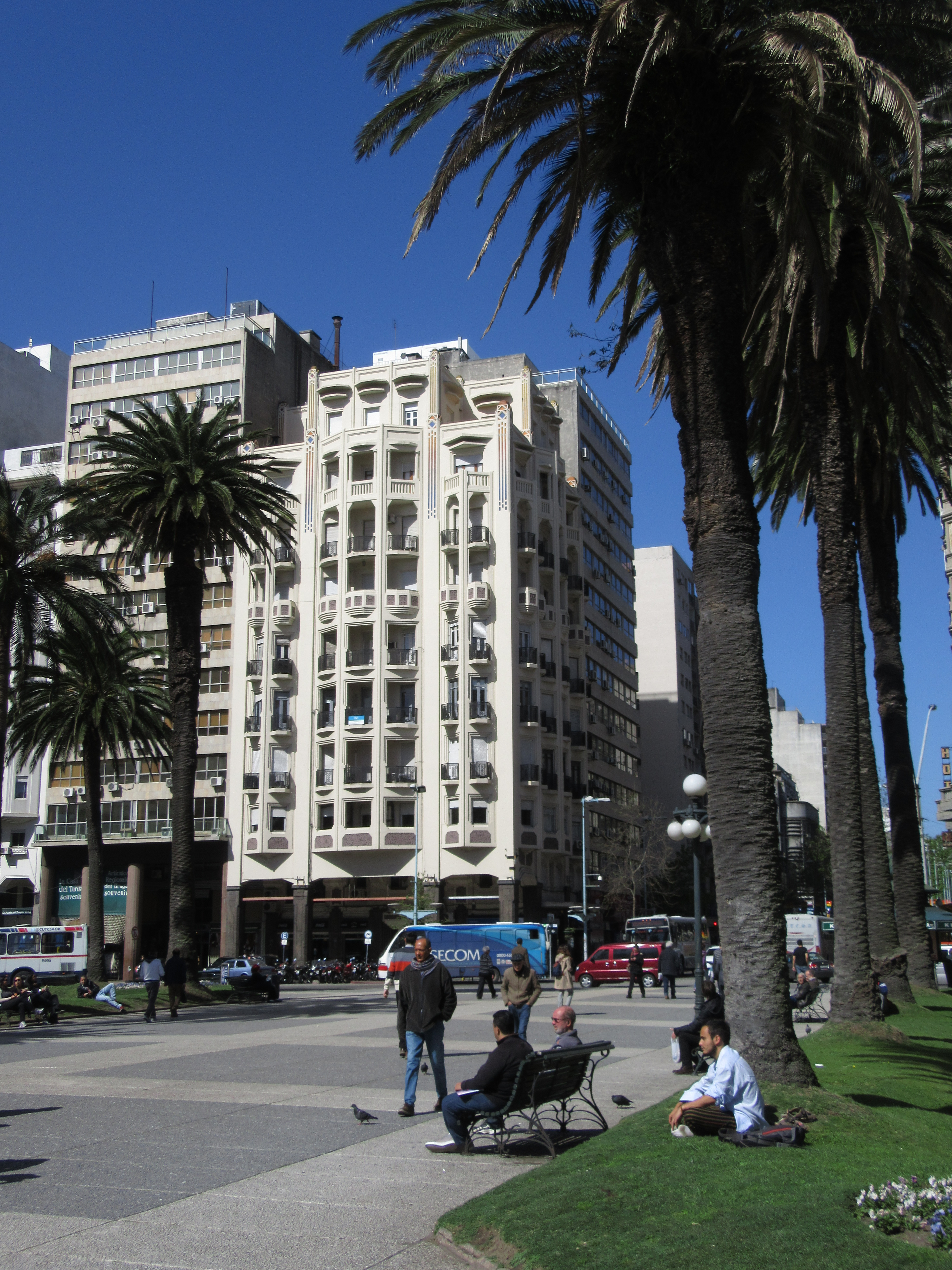
Fassade des Palacio Rinaldi

Der Palacio Rinaldi ist ein Bauwerk in der uruguayischen Landeshauptstadt Montevideo.
Das 1929 errichtete Gebäude befindet sich an der Plaza Independencia gegenüber dem Palacio Salvo an der Avenida 18 de Julio 839-841, die zwischen diesen beiden Gebäuden beginnt und von der Plaza nach Osten führt. Das Bauwerk ist dem Stil des Art déco zuzuordnen und entstand nach dem Entwurf der Architekten Albérico Isola und Guillermo Armas. Die Grundfläche des 30 Meter hohen, zehn Stockwerke beinhaltenden Palacio Rinaldi, der als Wohn- und Geschäftshaus dient, umfasst 304 m². Im Jahre 1997 wurde das Gebäude als Bien de Interés Municipal klassifiziert.

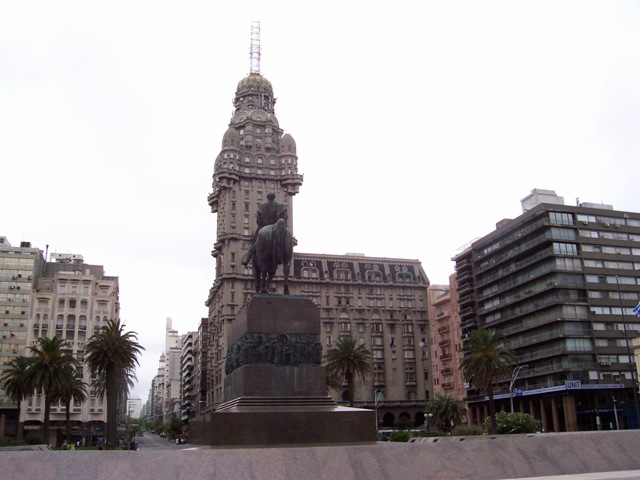
Palacio Rinaldi am linken Bildrand
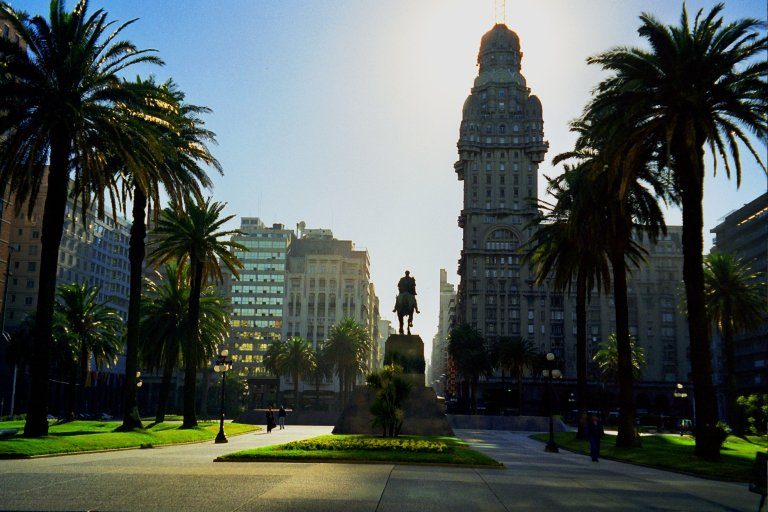
Palacio Rinaldi (links zentral, neben dem Reiterstandbild)
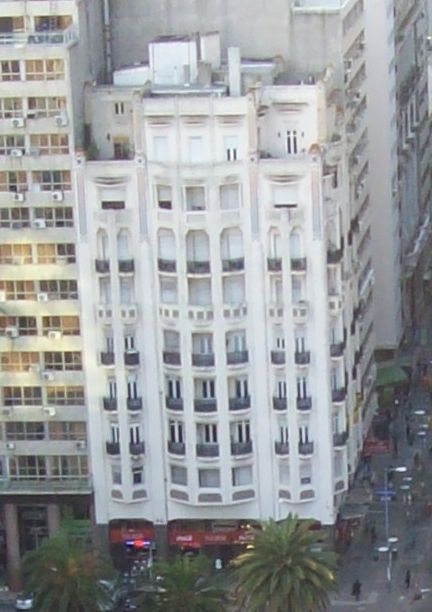
Palacio Rinaldi von Westen aus gesehen